# أزرق صحيح
صحيح ازرق ( بالإنجليزية True Blue )هو البوم الفني الثالث للنجمة العالمية مادونا و يعتبر البوم من أحد البومات الذي دخل قائمة بيلبورد200 و موسوعة غينيس للأرقام القياسية سجل البوم في 1986 و إطلاق في نفس العام بتاريخ 30 يونيو 1986 م وأغلبية أغانيه مستوحاه من معاناة مادونا مع شون بن الذي كان زوجها آنذاك وهو أيضا من كتابتها .

## اغاني البوم
- اتمني ان اعيش اصدر عام 1986
- ابي ليس وعظ ابدا اصدر عام 1986
- افتح قلبك اصدر عام 1986
- ازرق صحيح اصدر عام 1986
- لا آيسلا بونيتا اصدر عام 1987

## روابط خارجية
- أزرق صحيح على موقع أول موفي (الإنجليزية)